# Шереховская Буда (Кормянский район)
Шереховская Буда (бел. Шэрахаўская Буда) — деревня в Боровобудском сельсовете Кормянского района Гомельской области Беларуси.

## География

### Расположение
В 17 км на юго-запад от Кормы, в 66 км от железнодорожной станции Рогачёв (на линии Могилёв — Жлобин), в 95 км от Гомеля.

## Транспортная сеть
Транспортные связи по просёлочной, затем автомобильной дороге Корма — Зелёная Поляна. Планировка состоит из прямолинейной короткой, почти широтной ориентации улицы, застроенной двусторонне деревянными домами усадебного типа.

## История
Согласно письменным источникам известна с XIX века как деревня в Меркуловичской волости Рогачёвского уезда Могилёвской губернии. С 1872 года работала круподёрка. В 1909 году 645 десятин земли, мельница. В 1930 году организован колхоз «13-й Октябрь», работали ветряная мельница и кузница. Согласно переписи 1959 года в составе совхоза имени В. И. Чапаева (центр — деревня Боровая Буда).
Ранее населённый пункт находился в составе Струкачёвского сельсовета.

## Население

### Численность
- 2004 год — 8 хозяйств, 15 жителей.

### Динамика
- 1881 год — 50 дворов, 312 жителей.
- 1909 год — 78 дворов, 552 жителя.
- 1959 год — 197 жителей (согласно переписи).
- 2004 год — 8 хозяйств, 15 жителей.